# The Ice Break

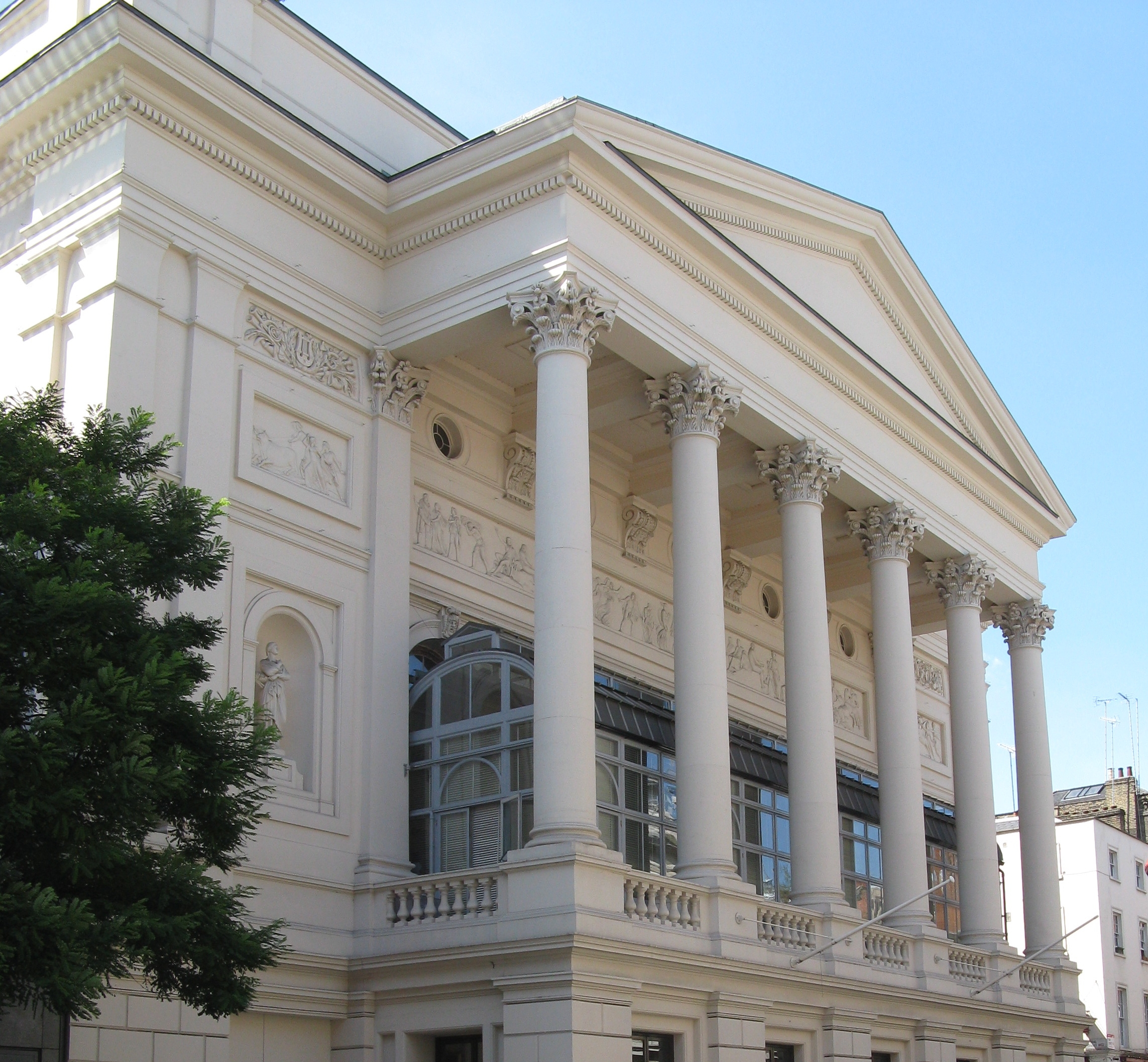
Royal Opera House

The Ice Break est un opéra en trois actes de Michael Tippett sur un livret du compositeur. Il est créé à Covent Garden de Londres le 7 juillet 1977 sous la direction de Colin Davis.

## Distribution
| Rôles Lev, professeur Nadia, sa femme Yuri, leur fils Gayle, petite amie de Yuri Hannah, amie de Gayle Olympion, champion sportif Luke, un malade hospitalisé Lieutenant Astron, un messager psychédélique | Voix basse soprano lyrique baryton soprano dramatique mezzo-soprano ténor baryton mezzo-soprano | interprètes John Shirley-Quirk Heather Harper Tom McDonnell Josephine Barstow Beverly Vaughn Clyde Walker John Dobson Roderick Kennedy |

## Argument
Après avoir passé Vingt ans de sa vie dans un camp de concentration, un grand écrivain Lev retrouve dans un pays lointain sa femme Nadia et son fils Yuri. Dans l'aéroport son fils est accompagné de sa petite amie Gayle et d'une amie Hannah qui attendent avec d'autres admirateurs l'arrivée d'Olympion un super-champion sportif.